# Ahmed Cevad Pascha

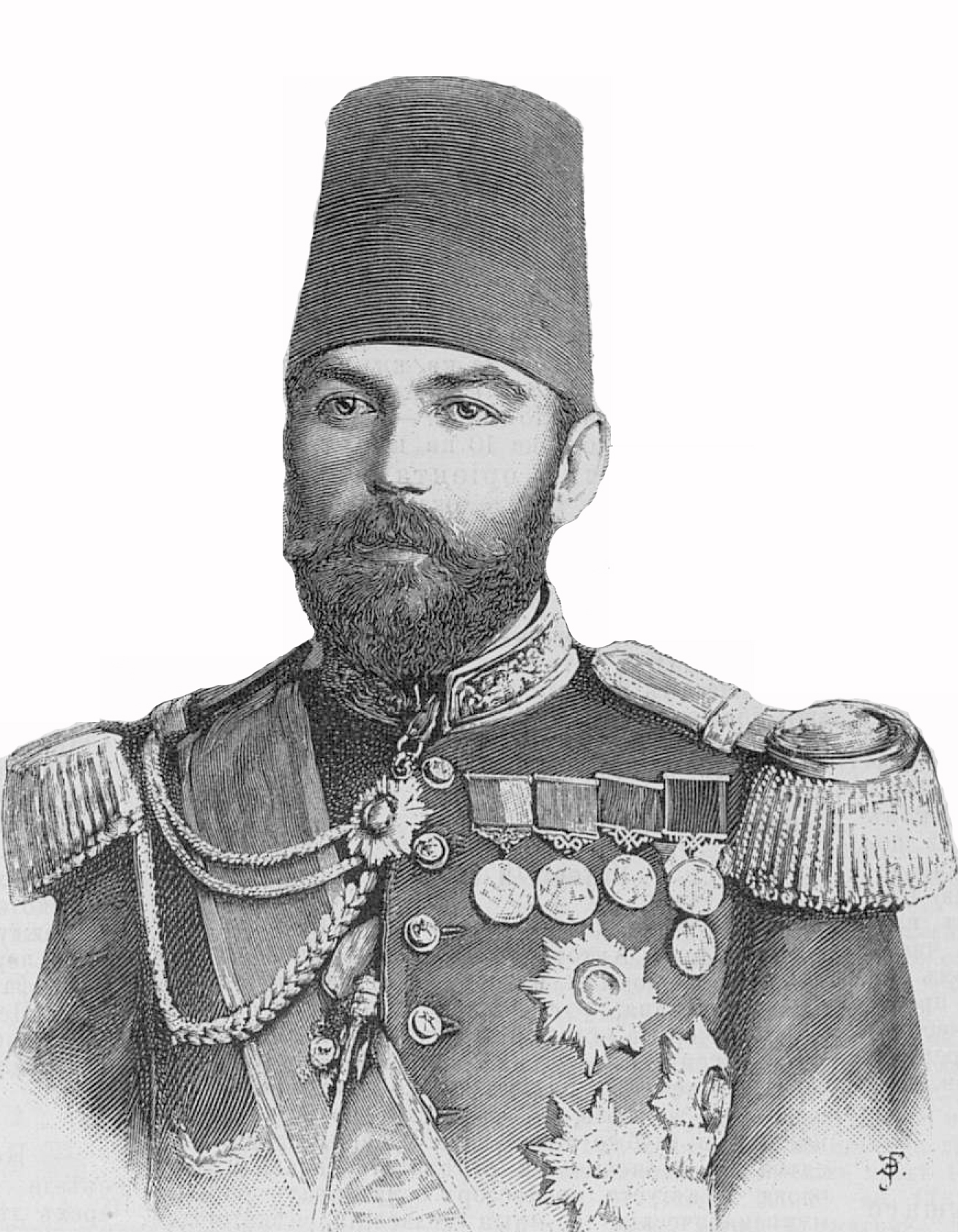
Ahmed Cevad Pascha

Ahmed Cevad Pascha (türkisch Kabaağaçlızade Ahmet Cevat Paşa; * 1851 in Damaskus; † 9. August 1900 in Istanbul) war ein General der osmanischen Armee und Staatsmann. Er ist auch als Şakir Paşa bekannt.
Ahmed Cevad Pascha – mit vollem Namen: Kabaağaçlızade Ahmed Cevad Pascha – besuchte zwischen 1860 und 1864 die Kadettenanstalt in Kuleli am Bosporus und zwischen 1864 und 1869 die Kriegsschule in Pangaltı bei Pera. Anschließend wurde er zum Adjutanten von Sultan Abdülaziz ernannt und schrieb in dieser Zeit eine Geschichte des türkischen Militärwesens. Im Russisch-Osmanischen Krieg 1877 und 1878 wurde unter Cevad Paschas Führung Schumla neu befestigt und er selbst zum Generalstabschef der dortigen Truppen ernannt.
Am Friedenskongreß beteiligte er sich als Mitglied der internationalen Kommission zur Feststellung der Grenzen. 1884 wurde er Brigadegeneral und türkischer Bevollmächtigter in Montenegro, wo er mehr als vier Jahre blieb. Nach seiner Rückkehr wurde er zum Militärinspekteur ernannt. Bei Ausbruch der Unruhen auf Kreta 1889 wurde er Generalstabschef der zur Unterdrückung des Aufstands gesandten Truppen und zwischenzeitlicher Gouverneur. Als solcher stellte er die Ruhe wieder her und wurde 1890 zum Muschir ernannt. Im September 1891 nach dem Sturz Kamil Paschas ernannte ihn der Sultan zum Großwesir. Im Juni 1895 erhielt er seinen Abschied.
Im August 1897 wurde Ahmed zum Gouverneur von Kreta und im November 1898 zum Gouverneur von Damaskus ernannt.
Ahmed Cevad Pascha starb am 9. August 1900 in Istanbul.